# Samooskarżenie
Samooskarżenie – dobrowolne zawiadomienie organów ścigania o popełnieniu przez siebie określonego przestępstwa. Ze względu na trudność w ocenie prawdziwości, wymaga ustalenia przyczyn. Stanowi źródło pierwszych informacji o przestępstwie, o którym organ ścigania do tej pory nie wiedział lub przypisywał je komuś innemu.
Wyróżnia się samooskarżenia szczere (prawdziwe) oraz fałszywe. Do samooskarżenia szczerego dochodzi najczęściej z własnej woli lub za poradą bliskich. Dotyczy ono zazwyczaj przestępstw drogowych, nieumyślnego uszkodzenia ciała lub spowodowania śmierci oraz zabójstwa w afekcie. Sprawcą, który składa wszechstronne wyjaśnienia, kierują wówczas najczęściej: uczucie skruchy, współczucie pokrzywdzonemu oraz chęć poniesienia odpowiedzialności.
Samooskarżenie fałszywe, które występuje częściej niż szczere, wynika najczęściej z: chęci osłonięcia przed odpowiedzialnością karną osoby, którą w rzeczywistości popełniła przestępstwo; napięcia nerwowego uniemożliwiającego dłuższe ukrywanie czynu bądź jego następstw; z przekonania, że dobrowolne zgłoszenie się może wpłynąć na złagodzenie kary; z chęci uniknięcia odpowiedzialności za przestępstwo zagrożone wyższym wymiarem kary; z zaburzeń psychicznych.
Osoba fałszywie samooskarżająca się nie może być podmiotem przestępstwa fałszywego oskarżenia (art. 234 k.k.).
Samooskarżenie fałszywe może wypełniać znamiona poplecznictwa (art. 239 § 1 k.k.), jeżeli jego celem jest pomoc innej osobie w uniknięciu odpowiedzialności karnej. Fałszywe samooskarżenie jest wykroczeniem, jeśli wywołało zbędne czynności wprowadzonego w błąd organu ścigania (art. 66 k.w.).